# Dialekt zelandzki
Dialekt zelandzki (zelandzki Zeêuws, niderl. Zeeuws) – grupa gwar języka niderlandzkiego, używanych głównie w holenderskiej prowincji Zelandia i Goeree-Overflakkee (Holandia Południowa).

## Podział dialektu zelandzkiego

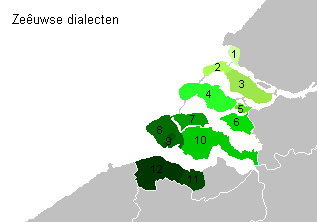

- Voornes
- Goerees
- Flakkees
- Schouwen-Duivelands
- Philipslands
- Thools
- Noord-Bevelands
- Zuid-Bevelands
- Burgerzeeuws
- Walchers
- Land-van-Axels
- Land-van-Cadzands